# Brundidge
Brundidge – miasto w Stanach Zjednoczonych, w stanie Alabama, w hrabstwie Pike. W roku 2023 miasto zamieszkiwało 2028 osób, a gęstość zaludnienia wynosiła 80,5 osoby/km².